# Wogemannsburg
Die Wogemannsburg liegt im Kreis Nordfriesland (Schleswig-Holstein, Deutschland) auf der Halbinsel Eiderstedt in Westerhever nahe der Kirche St. Stephanus.
Heute bezeichnet der Begriff eine Warft, auf der  sich in früheren Jahrhunderten die Trutzburg der Wogemänner befand. 1370 wurde diese Burg zerstört. Aus ihrem Material wurden das Pastorat in Westerhever und zum Teil auch die Kirche gebaut.